# Kaczeńce
Kaczeńce (znane również jako Wiosna. Kaczeńce) – obraz autorstwa Józefa Chełmońskiego namalowany w 1908 roku. Jest to pejzaż przedstawiający podmokłą łąkę pokrytą żółtymi kaczeńcami oraz pasmami wody, ukazany w szerokim, emocjonalnym spojrzeniu artysty.

## Opis
Obraz ukazuje rozległy, równinny pejzaż z gęstą roślinnością, fragmentami wody i trzcin. Kompozycja emanuje uczuciowym, bliskim stosunkiem artysty do natury, co było szczególnie widoczne w późnym okresie jego twórczości. Na tle stonowanego nieba zaznaczają się drobne sylwetki ptaków, co podkreśla symboliczny wymiar natury i cyklu życia. W tego typu pracach Chełmoński często wydobywał ptaki jako centralny motyw, nadając krajobrazowi głębsze znaczenie.

## Historia i kontekst
Obraz powstał pod koniec kariery artysty, kiedy mieszkał na Mazowszu, w miejscowości Kuklówka Zarzeczna (zob. dworek Józefa Chełmońskiego). To w tej fazie okresu mazowieckiego artysta intensywnie eksplorował motywy łąk, stawów, zżółkniętych kaczeńców oraz ptactwa, co stało się jego charakterystycznym znakiem rozpoznawczym.
Motyw kaczeńców powracał również we wcześniejszych szkicach – Chełmoński uwielbiał malować fragmenty podmokłych łąk, wodnych roślin i traw.

## Technika i styl
Kaczeńce są przykładem realizmu z tendencjami impresjonistyczno-panteistycznymi – Chełmoński dążył do oddania sedna przyrodzonych zjawisk za pomocą subtelnej palety barw, zręcznej gry światła i drobnych, poetyckich detali. Obraz charakteryzuje się stonowanymi błękitami, zieleniami i żółcieniami, harmonijnie współgrającymi w krajobrazie.

## Ekspozycja
Dzieło znajduje się w zbiorach Muzeum Narodowym w Warszawie i było prezentowane jako ważny przykład polskiego malarstwa naturalistycznego początku XX wieku.

## Znaczenie
Kaczeńce to metafora odrodzenia i piękna natury. Obraz pokazuje, że zwykły fragment przyrody – kaczeńce na łące – może służyć jako nośnik wartości narodowych i dzieciństwa, łącząc realizm z subtelną symboliką.